# Sluis Eefde
Sluis Eefde is een sluizencomplex bij de Nederlandse plaats Eefde. Het complex bevindt zich in het Twentekanaal en is een rijksmonument uit 1933 dat door Rijkswaterstaat voor waterhuishouding en scheepvaartverkeer wordt gebruikt en van 2003 tot en met 2006 grondig werd gerenoveerd. Het is een ontwerp van Dirk Roosenburg. In april 2020 is naast de bestaande sluis uit 1930 een tweede kolk in gebruik genomen. De sluis uit 1930 is in mei 2020 omgedoopt naar Zuidersluis, de nieuwe kolk heet Noordersluis. hij kost 80 miljoen euro en het onderhoud kost 40 miljoen euro
De schutsluis bestaat uit twee sluishoofden met daartussen een schutkolk van 12 meter breed en 140 meter lang. De sluishoofd en de schutkolk vormen één geheel, opgetrokken uit gewapend beton. De sluis heeft hefdeuren. Het bovenhoofd grenst aan het Twentekanaal terwijl het benedenhoofd de toegang vormt tot de IJssel. Het complex is gebouwd in de stijl van de nieuwe zakelijkheid.
Aan de zuidzijde van de eigenlijke schutsluis voor het oude aflaatwerk bevindt zich een gemaal, tevens rijksmonument. Een gemaal om water terug te pompen is nodig omdat het verval groot is en er bij het schutten veel water verloren gaat.
In 2006 werd de sluis gerenoveerd. Bij die renovatie is het ophaalmechanisme niet vervangen, omdat de technische staat daarvan voldoende was. In 2007 is de sluis gestremd geweest vanwege een noodreparatie aan de tandwielkasten.
In de nacht van 2 op 3 januari 2012 viel een van de hefdeuren plotseling naar beneden. Hierdoor raakte de scheepvaart van en naar het Twentekanaal gestremd. Een tijdelijke hefconstructie werd gebouwd, waardoor op 6 februari dat jaar de eerste schepen het complex weer passeerden. Ondertussen werd verder gewerkt aan het herstel van de sluisdeur. Op 26 maart kon er weer op de normale manier geschut worden. Uit een onderzoek door TNO bleek dat het vallen van de sluisdeur vrijwel zeker was veroorzaakt door het bezwijken van een draadstang.

## Tweede sluiskolk
Wegens de lange wachttijd voor schepen, de verwachte groei van vervoer over water en het feit dat één sluiskolk voor een kwetsbare situatie zorgt in geval van onderhoud of calamiteiten; is in 2017 begonnen met de bouw van een tweede kolk. Aan de kant van de IJssel sluit deze met puntdeuren en aan de kant van het Twentekanaal met een segmentdeur. De tweede kolk is op 20 april 2020 in gebruik genomen en is geschikt voor schepen van 110 meter lengte en 11,40 m breedte en een vaardiepte van maximaal 3,5 m; wat overeenkomt met CEMT-klasse Va.